# Illawarra Steelers
Les Illawarra Steelers sont un club australien de rugby à XIII, basé à Wollongong, Nouvelle-Galles du Sud. Le club a joué en National Rugby League, élite du rugby à XIII australien, de 1988 jusqu'à 1999, date à laquelle il a fusionné avec St. George Dragons pour former les St. George Illawarra Dragons. Désormais, les Steelers ne sont représentés que dans les divisions de catégorie Junior (S.G. Ball Cup et Harold Matthews Cup).